# .mk
.mk је највиши Интернет домен државних кодова (ccTLD) за Северну Македонију. За администрирање је надлежна Македонска академска истраживачка мрежа (MARNET).
До 2008. године регистрација домена је била дозвољена искључиво на трећем нивоу у оквиру категорија другог нивоа.
Од 2008. године могућа је регистрација домена директно под .mk што би требало да доведе до веће популарности овог домена у Македонији.

## Структура
- .mk - намењен привредним субјектима, државним органима итд.
- org.mk - намењен је непрофитним организацијама, страним амбасадама, политичким партијама итд.
- com.mk - намењен је привредним субјектима
- gov.mk - намењен државним органима Северне Македоније.
- net.mk - намењен организацијама које пружају мрежне услуге трећим лицима.
- inf.mk - домени од посебног значаја за Северну Македонију.
- name.mk - намењен физичким лицима, држављанима Р. Македоније и страним физичким лицима са матичним бројем за странце.